# 탐라지도및지도병서
탐라지도및지도병서(耽羅地圖및地圖竝書)는 대한민국 제주특별자치도 제주시 제주특별자치도민속자연사박물관에 있는, 조선 숙종 35년(1709) 정월에 제작된 제주도 지도와 그 서문(序文)이다. 1991년 6월 4일 제주특별자치도의 유형문화재 제13호로 지정되었다.

## 개요
조선 숙종 35년(1709) 정월에 제작된 제주도 지도와 그 서문(序文)이다.
지도는 도면 전체를 3단으로 나누어 상단과 하단에는 제주도의 지리적 상황을 기록하고 가운데에는 지도를 그려 놓았다. 지도는 본토 쪽에서 제주도를 바라보는 것을 가정하여 그린 것으로, 제주도의 남쪽이 지도의 상부가 되어있다. 주요한 오름은 거의 표기하였는데 산 모양의 그림으로 오름의 이름을 대신하고 있으며 포구도 자세하게 기록하고 있다. 주변의 바다를 파도 무늬로 표현하였는데 이러한 바다의 표현법은 조선시대 전기의 표현법을 이은 것이다.
서문은 간략하면서도 정확하게 정리되어 있는데, 이를 통해 제주 목사 이규성이 그의 재임 당시에 만들었음을 알 수 있다. 18세기에 만든 제주도 지도처럼 지도 주변에 24방위를 표시하고, 일본·중국·전남 지역을 기록하였다. 서문의 기록을 참고하면, 제주도의 동서는 140여 리이고. 남북은 70여 리라고 적고 있으며, 목장 13곳, 봉화대 25곳, 광원 40곳, 마을 150곳이 있다. 또한 18세기 초 제주도의 가구는 8,955호였으며, 총 인구는 45,129 명이었음을 알 수 있다.

## 참고 자료
- 탐라지도및지도병서 - 국가유산청 국가유산포털